# Estação Staraia Derevnia
Staraia Derevnia (em russo:  Старая Деревня) é uma das estações da linha Frunzensko-Primorskaia (Linha 5) do metro de São Petersburgo, na Rússia. Estação «Staraia Derevnia» está localizada entre as estações «Komendantskii Prospekt» (ao norte) e «Krestovskii Ostrov» (ao sul).